# Експеримент (Џорџија)
Експеримент (енгл. Experiment) насељено је место без административног статуса у америчкој савезној држави Џорџија.

## Демографија
По попису из 2010. године број становника је 2.894, што је 339 (-10,5%) становника мање него 2000. године.
| Група             | 2000.         | 2010.         |
| Белци             | 1.455 (45,0%) | 1.220 (42,2%) |
| Афроамериканци    | 1.699 (52,6%) | 1.508 (52,1%) |
| Азијати           | 1 (0,0%)      | 4 (0,1%)      |
| Хиспаноамериканци | 40 (1,2%)     | 112 (3,9%)    |
| Укупно            | 3.233         | 2.894         |